# Tanks (computerspel)
Tanks is een computerspel dat werd ontwikkeld door Cees Kramer van Radarsoft. Het spel kwam in 1984 uit voor de Commodore 64. Het spel kan met twee spelers gespeeld worden. Elke speler bestuurt een tank en de bedoeling is elkaars tank te vernietigen. 